# Corydoras parallelus
Corydoras parallelus är en fiskart som beskrevs av Burgess, 1993. Corydoras parallelus ingår i släktet Corydoras och familjen Callichthyidae. Inga underarter finns listade i Catalogue of Life.